# Hold Me Tight
Hold Me Tight är dels en låt med The Beatles från 1963, dels en låt med Paul McCartneys grupp Wings från LP:n Red Rose Speedway 1973. Låten spelas i filmen Across the Universe.

## Beatleslåten Hold Me Tight
Med undantag för de fyra låtar som tidigare funnits på singel spelades Beatles' första LP Please Please Me in på en enda dag - den 11 februari 1963. Producenten George Martin gjorde dock en del piano pålägg senare. Under den långa inspelningssessionen spelade gruppen också in Lennon-McCartneys låt Hold Me Tight. Man gjorde hela 13 tagningar, men man var inte nöjd med någon, så låten lades åt sidan.
Man återvände sedan till den under den fjärde sessionen av inspelningarna till gruppens andra LP ”With the Beatles”, 26 september 1963. Man tog upp till 29 tagningar och kombinerade slutligen version 26 och 29 även om man aldrig var helt nöjda med denna låt som man så lätt spelade live men hade så svårt sätta i en god studioversion. 
”With The Beatles” gavs ut i England 22 mars 1963. Den amerikanska motsvarigheten ”Meet the Beatles!” kom ut 20 januari 1964).

## Paul McCartneys låt Hold Me Tight
Beatleslåten Hold Me Tight var formellt komponerad av John Lennon och Paul McCartney, men även om de båda delvis sjunger duett, är det Paul McCartney som står i förgrunden. Därför får man förmoda att det också är han som huvudsakligen skrivit låten. Enligt den engelska upplagan av Wikipedia skulle han ha skrivit den redan 1961.
Efter The Beatles' upplösning var John Lennon och Paul McCartney rejält osams under ett antal år. Paul McCartney ville mer eller mindre bryta med Beatles. På LP:n Red Rose Speedway, som var hans andra album med gruppen Wings (och hans fjärde album efter Beatles' upplösning) finns det med en helt annan låt med titeln Hold Me Tight. Denna låt ingår i en medleysvit tillsammans med låtarna Lazy Dynamite, Hands of Love och Power Cut.
Paul McCartney har alltså i praktiken skrivit två helt olika låtar med samma titel, vilket måste anses vara mycket ovanligt.